# Le poète assassiné (verhaal)
Le poète assassiné (de vermoorde dichter) is een novelle, opgenomen in de gelijknamige verhalenbundel van Guillaume Apollinaire uit 1916.
Le poète assassiné (de vermoorde dichter, een verwijzing naar Le Morte d'Arthur) vertelt het leven van de dichter Croniamantal vanaf zijn conceptie tot zijn uitvaart. Het verhaal bevat veel autobiografische elementen zoals een jeugd in Zuid-Frankrijk en verwijzingen naar zijn vriendschap met Pablo Picasso en liefdesrelatie met Marie Laurencin. Picasso heet in het boek l'Oiseau du Bénin (de vogel uit Benin) en Laurencin heet Tristouse Balerinette. De bizarre naam Croniamantal wordt gegeven omdat het dan zeker is dat het kind niet naar een heilige is vernoemd. De dichter wordt uiteindelijk vermoord door een woedende menigte. Als grafmonument krijgt hij een gat in de grond in de vorm van zijn beeltenis, een omgekeerd standbeeld ontworpen door l'Oiseau du Bénin. Een opmerkelijk fragment in de novelle is de fabel van de oester en de haring, een omwerking van een gedicht ('Ein Häring liebt' eine Auster') van Joseph von Scheffel.

## Compositie
Le Poète assassiné is een modernistische novelle. Apollinaire heeft verschillende eerder geschreven fragmenten samengevoegd tot één geheel. Deze collagestijl is de literaire vorm van de collages die in die tijd onder de Parijse kubisten in zwang waren. Verschillende genres lopen in elkaar over: passages in negentiende-eeuwse romanstijl, theaterfragmenten, fabels, epische stukken en gedichten wisselen elkaar af in korte hoofdstukken.

## Trivia
- De novelle is opgedragen aan Apollinaires vriend René Dalize
- Net als zijn boekpersonage werd Pablo Picasso gevraagd een monument te maken voor Apollinaire[3]